# Daedalellus synemapterus
Daedalellus synemapterus är en insektsart som beskrevs av Nickle 2001. Daedalellus synemapterus ingår i släktet Daedalellus och familjen vårtbitare. Inga underarter finns listade i Catalogue of Life.